# Аргеев, Павел Владимирович
Па́вел Влади́мирович Арге́ев (10 февраля или 1 марта 1887, Ялта — 30 октября 1922, Чехословакия) — русский лётчик-ас Первой мировой войны.

## Довоенная биография
Родился в Ялте в семье пароходного механика Владимира Акимовича Аргеева (по другим сведениям — из дворян Херсонской губернии). Окончил Одесское техническое железнодорожное училище в 1904 году, после его окончания поступил в Одесское пехотное юнкерское училище. По окончании в 1907 году выпущен в армию подпоручиком в 184-й пехотный резервный Варшавский полк. Командовал взводом, с 1908 года — адъютант батальона, с 1909 года — младший офицер стрелковой роты. В 1910 году произведён в поручики.
С апреля 1911 года служил в 29-м пехотном Черниговском полку, младший офицер роты и командующий ротой, с января 1912 года — исполняющий должность обер-офицера для поручений при управлении дивизионного интенданта 8-й пехотной дивизии. По не вполне ясным причинам в июне того же оставил службу в полку: не явился в часть по приказу, за неисполнение приказа приговорен военным судом к месячному содержанию на гауптвахте. После освобождения отчислен в запас и уехал во Францию (жил там под фамилией d’Argueeff).

## Первая мировая война
Когда началась Первая мировая война, подал прошение о зачислении во французскую армию. 30 августа 1914 года ему было присвоено звание лейтенанта французской армии. Служил в 131-м пехотном полку. Участвовал в битве на Марне. 23 сентября 1914 года Аргеев был ранен, но в конце октября вернулся на фронт. В сентябре 1914 года произведён в капитаны. В мае 1915 был награждён Кавалерским крестом ордена Почётного легиона. За первый год войны был ранен пять раз.
После пятого ранения был признан негодным к строевой службе в пехоте. Подал прошение о переводе в авиацию (парадоксально, что тогда требования к состоянию здоровья авиаторов были более «мягкими», чем у пехотинцев), окончил авиационную школу в городе Авор. 22 октября 1915 получил диплом пилота, зачислен в 48-ю разведывательную эскадрилью.
В октябре 1916 года вернулся в Россию и вновь зачислен в российскую армию в чине штабс-капитана. Служил в 12-м авиационном отряде истребителей, с ноября 1916 — в 19-м корпусном авиационном отряде, с марта 1917 года — его командир. С июля того же года — командир 2-й боевой авиагруппы, с октября того же года — командир 3-й боевой авиагруппы. На русско-германском фронте Аргеев сбил 6 вражеских самолётов.
После Октябрьской революции не пожелал служить новой власти и в декабре 1917 года подал рапорт о предоставлении трехмесячного отпуска «для лечения». За это время через Архангельск уехал во Францию и вновь вернулся на французскую службу. С мая 1918 воевал в 124-й истребительной эскадрилье, укомплектованной иностранными добровольцами и осуществлявшей прикрытие Реймса. На франко-германском фронте с мая по октябрь 1918 года Аргеев сбил 9 вражеских самолётов. Таким образом, его общий боевой счёт составляет 15 сбитых неприятельских самолетов и он является третьим по результативности русским асом-истребителем Первой мировой войны после Александра Казакова и Василия Янченко, деля это место с Евграфом Крутенем. Однако в СССР имя Аргеева практически не было известно.

## После войны
После войны работал пилотом во французско-румынской авиакомпании. 30 октября 1922 года, летя с грузом почты из Праги в Варшаву, погиб в авиакатастрофе в Чешских Татрах, в районе Трутнова (Трантенау), врезавшись в густом тумане в скалу. Похоронен в Париже.

## Награды
- Орден Святого Георгия 4-й степени (31.10.1917, за победы в воздушных боях 23.04.1917 и 4.05.1917)
- Орден Святого Владимира 4-й степени с мечами и бантом (18.12.1915, «за отличия в войне с германцами на французском фронте»)
- Георгиевское оружие (21.11.1917, за сбитый вражеский самолет 26.05.1917)
- Кавалерский крест ордена Почётного легиона (Франция, 1915)
- Офицерский крест ордена Почётного легиона (Франция, 1918)
- Военный крест 1914—1918 (Франция, 1915)